# Werk Kiefer
Das Werk Kiefer, Tarnname Kiefer, ist ein ehemaliges Munitionswerk bei Herzberg am Harz im Siebertal. Es bestand vom Frühjahr 1941 bis April 1945 und war während der Zeit des Nationalsozialismus eine Sprengstoff-Füllstelle im Deutschen Reich.

## Geschichte

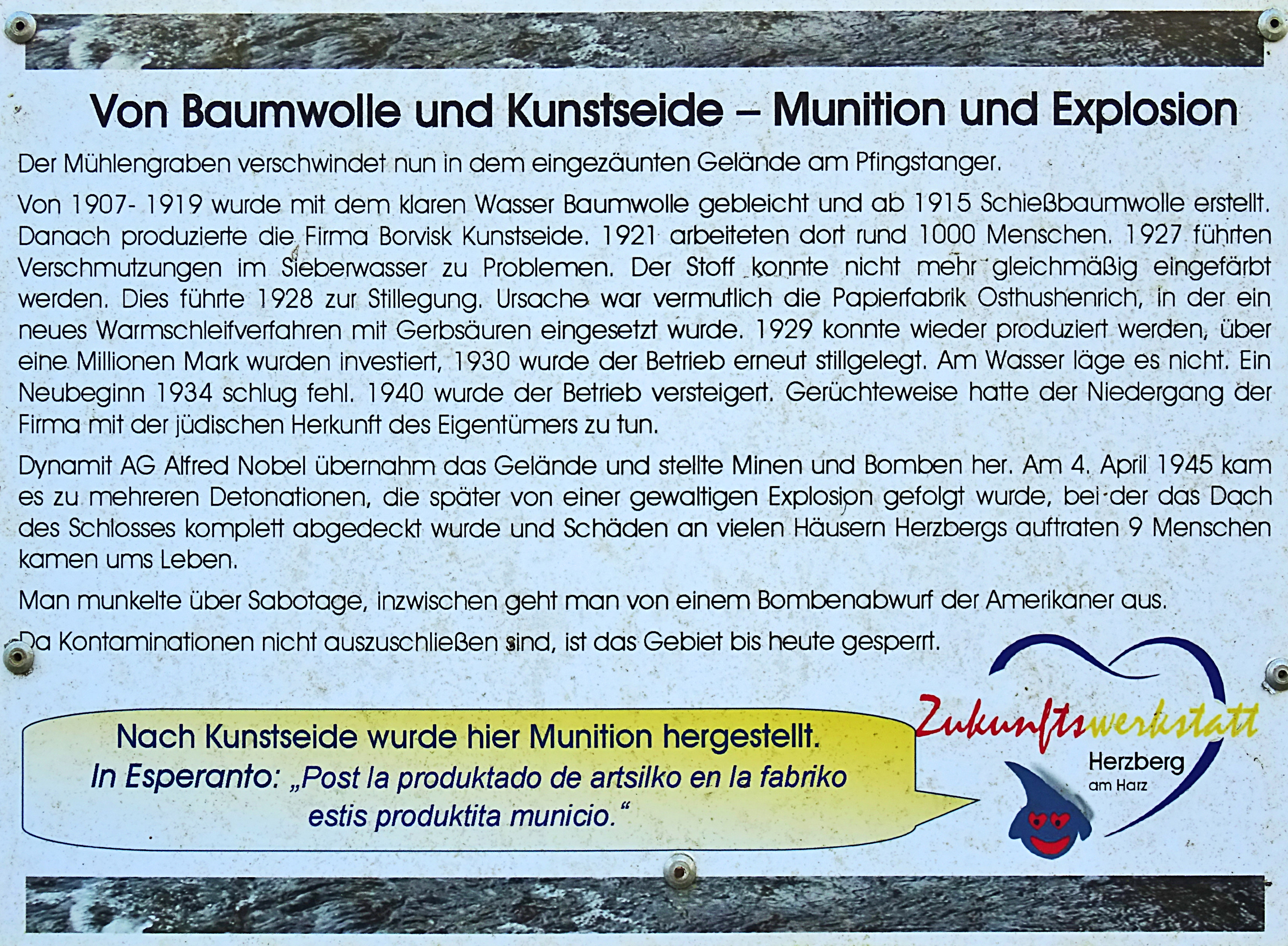
Infotafel vom Zukunftswerkstatt Herzberg am Harz e.V. zur Geschichte des Werk Kiefer

Die Geschichte der gewerblichen Nutzung des Standortes lässt bis weit in das 18. Jahrhundert zurückverfolgen. So wurde von 1739 bis 1876 eine Gewehrfabrik, zu Beginn des 20. Jahrhunderts bis 1914 eine Baumwollbleicherei und während des 1. Weltkrieges die Produktion von Pressfutter betrieben.
Von 1918 bis 1935 befand sich auf dem Werksgelände eine Kunstseidenspinnerei, bevor es im Juni 1940 in den Besitz der reichseigenen Verwertungsgesellschaft für Montanindustrie GmbH überging. Nach umfangreichen Um- und Ausbaumaßnahmen wurde dort ab Frühjahr 1941 eine Füllstelle für Sprengstoff betrieben. In dieser Tochterfirma der Dynamit Nobel AG (DAG) wurden unter Verwendung von flüssigem Trinitrotoluol (TNT) hauptsächlich Tellerminen und Granaten kleineren Kalibers produziert, bis sie am 4. April 1945 durch einen Brand, der mehrere gewaltige Explosionen auslöste, fast vollständig zerstört wurde. Bei dem Unglück kamen insgesamt 29 Personen ums Leben, weitere wurden schwer verletzt. Zwischen 1942 und der Produktionseinstellung im Frühjahr 1945 beschäftigte das Werk zwischen 650 und über 900 Männer und Frauen, darunter zahlreiche ausländische Arbeitskräfte und Zwangsarbeiter.

## Werk Kiefer heute

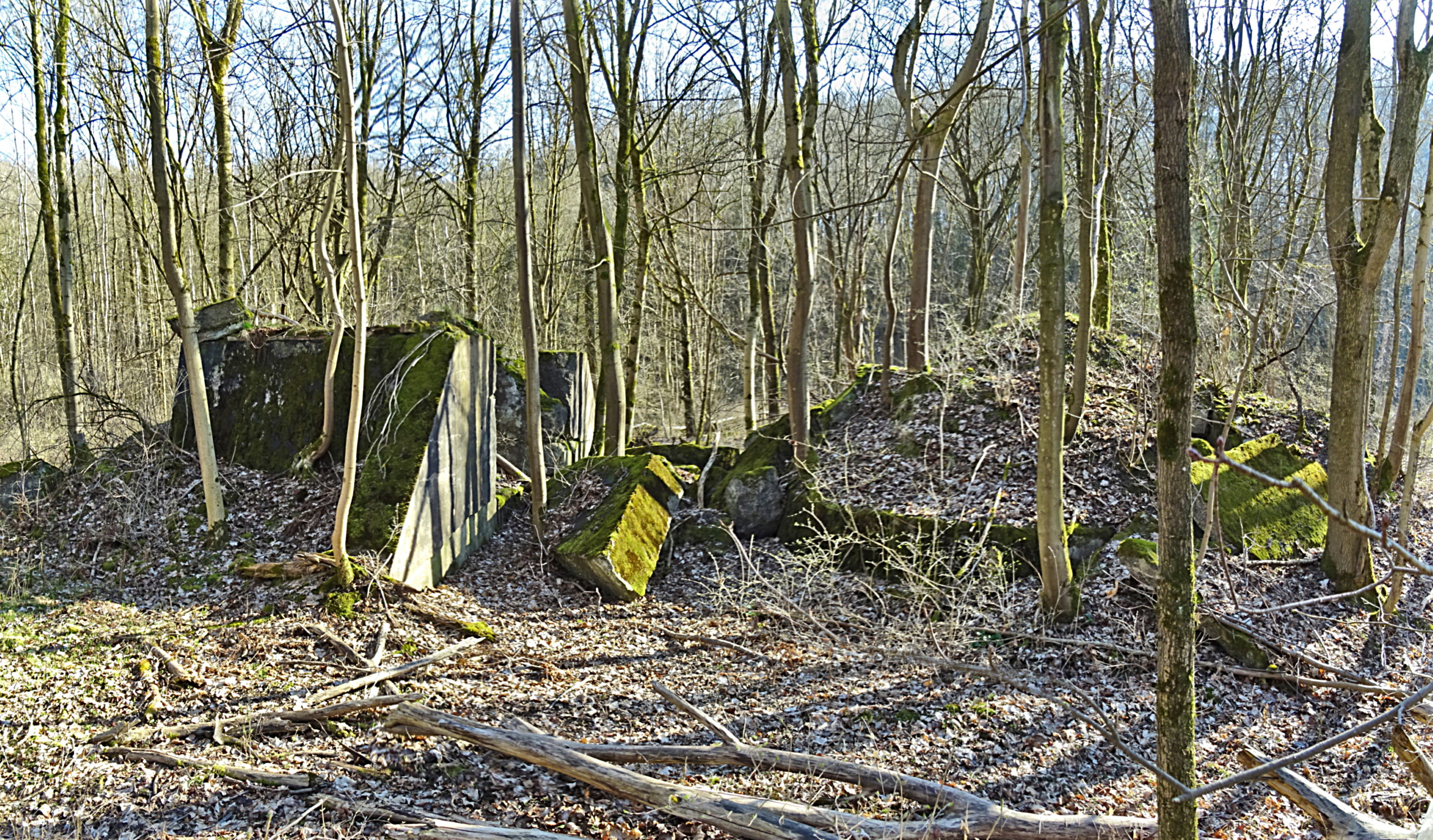
Gespengtes Gebäude auf dem Gelände des Werk Kiefer

Die noch vorhandenen Werksanlagen wurden nach dem Krieg durch die Alliierten demontiert und anschließend gesprengt. In den Nachkriegsjahren diente das Werksgelände unter anderem als Lieferant für Trümmerbaustoffe, die Teiche wurden zeitweise von einer Holzfaserplattenfabrik als Abwasserklärbecken genutzt und im Bereich des Sieberufers erfolgte Kiesabbau.
Nachdem die Stadt es 1967 im Zuge der Errichtung einer neuen Kläranlage erworben hatte, siedelte sich 1969 im Ostteil, dem Kernbereich der ehemaligen Munitionsfabrik, der Städtische Bauhof an, der dort heute noch betrieben wird. Der übrige Teil des Geländes ist heute ungenutzt und gehört zum Naturschutzgebiet Siebertal. Viele Reste der gesprengten Bunkeranlagen sind noch vorhanden, allerdings von akuten Gefahren befreit, denn 1980 war eine Kampfmittelräumung durchgeführt worden.